# زمین‌لرزه ۲۰۰۶ یان‌جین
زمین‌لرزه یان‌جین در تاریخ ۲۲ ژوئیه ۲۰۰۶ میلادی، برابر با ‎۳۱ تیر ۱۳۸۵، ساعت ۱:۱۰:۲۹ به زمان یوتی‌سی در چین، منطقه یان‌جین رخ داد. ژرفای این زلزله ۵۵ کیلومتر بود، و بزرگی آن ۴٫۹ در مقیاس Mw اعلام شده‌است. زمین‌لرزه به وقت محلی در روز شنبه، ساعت ۹ روی داده و منطقه زمانی آن یوتی‌سی +۸ بوده‌است.
سازمان زمین‌شناسی آمریکا نیز رومرکز این زمین‌لرزه را در مختصات ۲۷°۵۹′۴۲″شمالی ۱۰۴°۰۸′۱۷″شرقی / ۲۷٫۹۹۵°شمالی ۱۰۴٫۱۳۸°شرقی و ژرفای آن را در ۵۵ کیلومتر گزارش کرده‌است. بزرگی برگزیدهٔ این سازمان از میان بزرگی‌های محاسبه‌شدهٔ مختلف ۵ در مقیاس Mb بوده و از دید اثر، در میان چهار دسته‌بندی «نامحسوس»، «محسوس»، «زیان‌آور» یا «با تلفات»، زلزله را «با تلفات» اعلام کرده‌است. رانش زمین در آن به وجود آمده‌است.
پروژهٔ «تنسور گشتاور مرکزوار» زاویه‌های (راستا، شیب، ریک) گسل سازندهٔ زمین‌لرزه و صفحه عمود بر آن را (°۳۴۷، °۵۹، °۲۷) یا (°۲۴۲، °۶۷، °۱۴۶) و نوع گسل را«امتدادلغز» فرارسانده‌است.
زمین‌لرزه هیچ کشته‌ای نداشته و شمار زخمیان ۱۰۶ نفر برآورده شده‌است. بی‌خانمان شدگان نیز ۷۵۰۰۰ نفر اعلام شده‌است.